# Uthaug
Uthaug es una localidad ubicada en el municipio de Ørland, provincia de Trøndelag, Noruega. Tiene una población estimada, a inicios de 2020, de 305 habitantes.
Está ubicada en la parte central del país, cerca del fiordo de Trondheim y de la costa del mar de Noruega. 

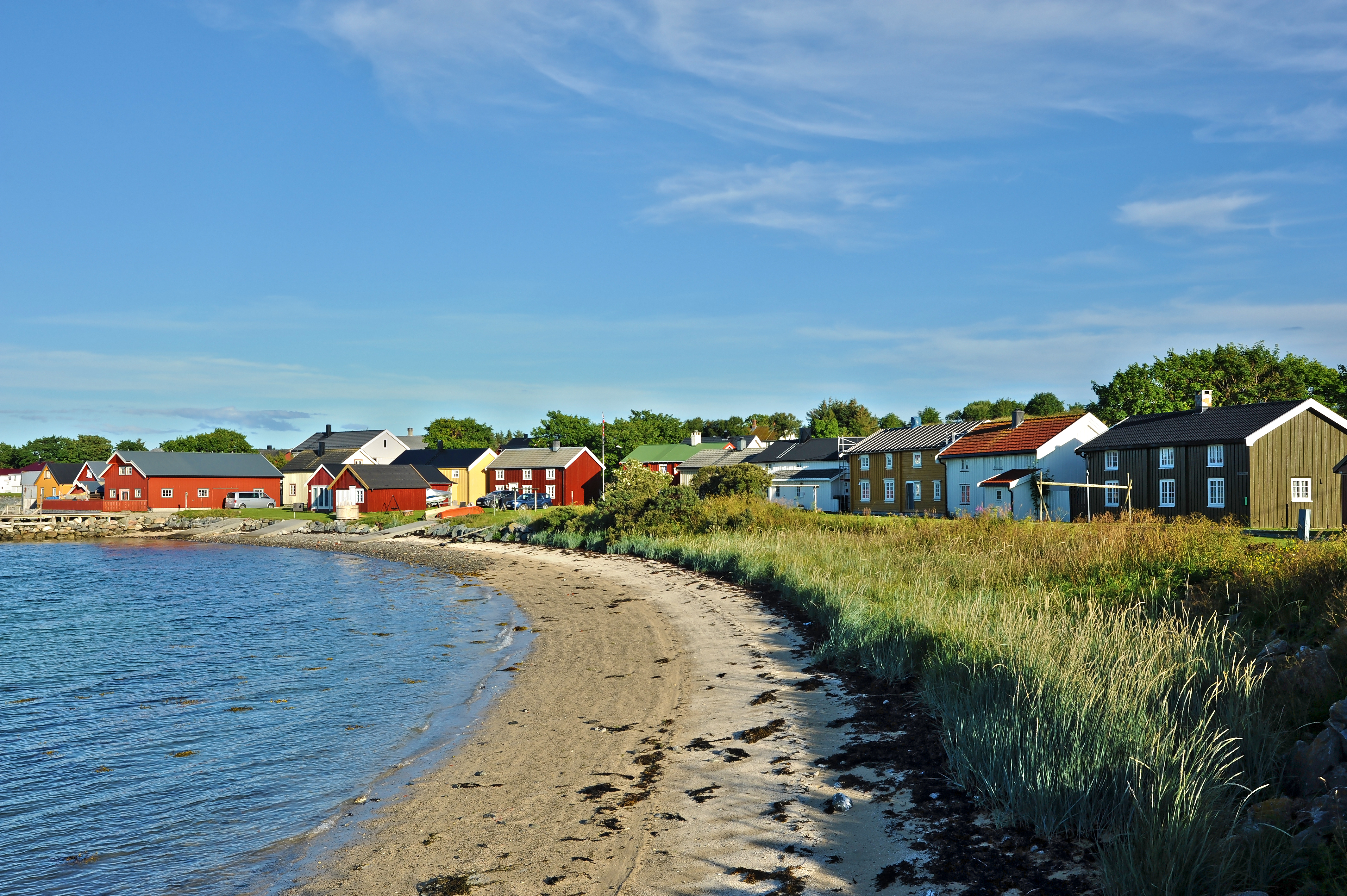
Uthaug, 2020
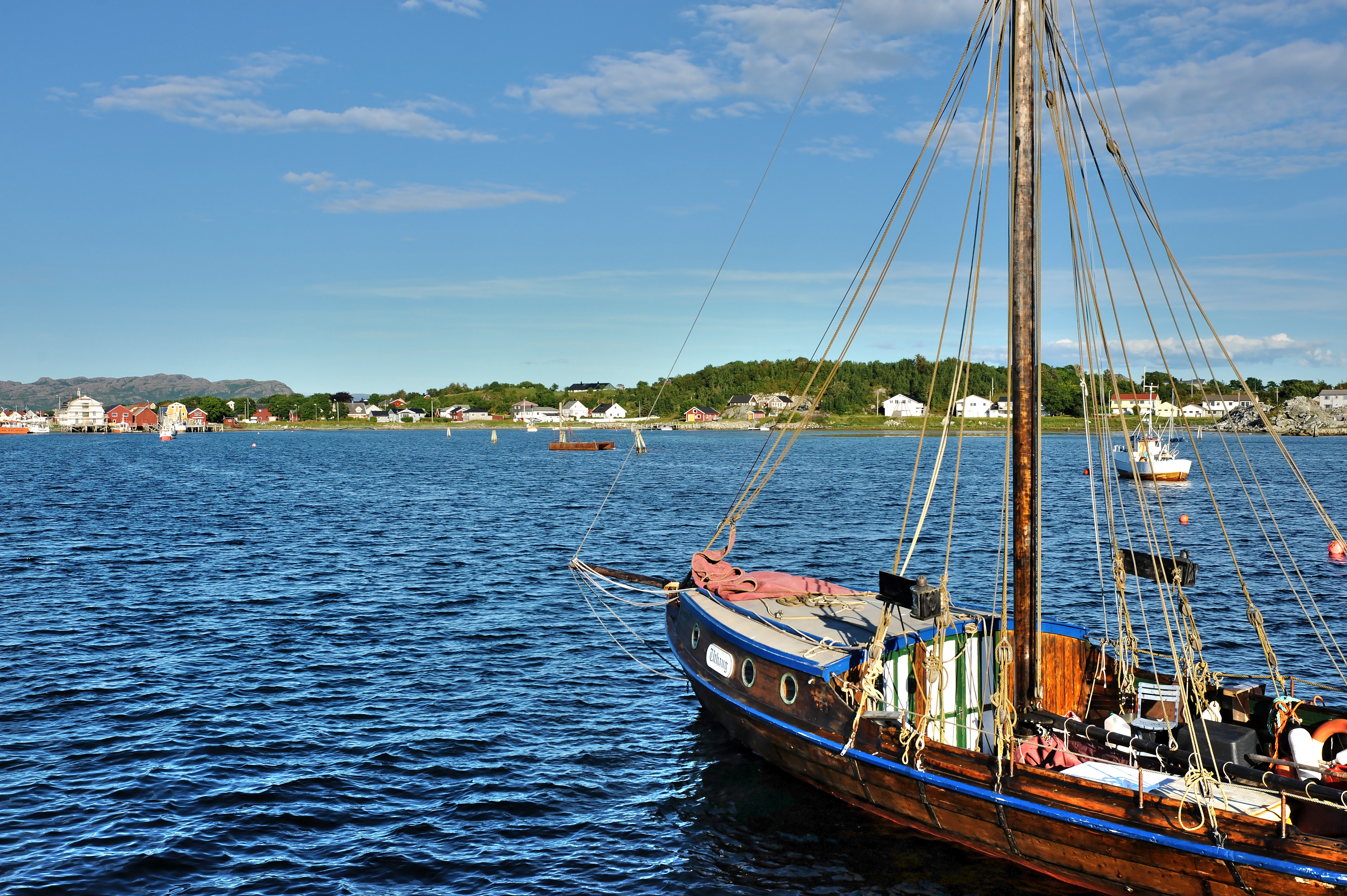
Uthaug harbour, 2020